# 獅獅虎
獅獅虎（学名：Panthera leo × (leo × tigris）是公獅與母獅虎的雜交種。
由於獅虎等雜交動物一般被認為沒有生育能力或是極低，因此獅獅虎的誕生十分罕見，有記載的首例在俄羅斯，被取名為齊拉雅（Kiara）。

## 簡史
第一個有記載的獅獅虎為俄羅斯新西伯利亞動物園所培育，誕生於2012年九月。母親為一隻被命名為齊塔（Zita）的獅虎，父親則是一隻叫作山姆（Sam）的非洲獅。在理論上雄性的雜交種沒有生育能力，但是雌性的則有可能懷孕。2013年5月16日這對獅子與獅虎又生下三隻母獅獅虎分別叫作露娜（Luna）、珊德拉（Sandra）及伊娃（Eva）。在美國的俄克拉荷馬動物園則於2013年11月29日由一隻名喚阿卡拉（Akara）的母獅虎生下一隻獅獅虎，另外兩隻同胎獅獅虎則在隔日的清晨三點誕生。這些獅獅虎的父親是隻被取名作辛巴（Simba）的公獅。